# Cashback
Cashback (psáno též CashBack nebo cash back, z angličtiny „návrat peněz/hotovosti“) je služba nárokování zahraniční DPH, taky možnost získat peníze zpět z nákupů na internetu, nebo služba, která na prodejnách nahrazuje výběry z bankomatu.

## Nárokování zahraniční DPH
Pokud český plátce DPH (fyzická i právnická osoba) zaplatí v zahraničí DPH, poté má nárok požádat o vrácení této zahraniční DPH za předpokladu, že zboží nebo služby nakoupené v zahraničí byly využity pro jeho ekonomickou činnost. 
Vrácení zahraniční DPH může český plátce DPH nárokovat nejčastěji z těchto typů plnění:
- služební cesty (ubytování, pronájmy vozů, taxi služby atd.)
- školení, výstavy, obchodní veletrhy atd.
- služby související s nemovitostí v zahraničí

Přesný přehled zboží nebo služeb, u kterých je možné žádat o vrácení DPH, upravují jednotlivé státy, kde bylo toto DPH uhrazeno. 
Vrácení zahraniční DPH je možné požadovat jen ze států EU a dále z Norska, Švýcarska, Makedonie a Velké Británie. Žádost o vrácení DPH z Evropské unie je nutné podat přes portál Moje daně. Postup podání žádosti o vrácení DPH z ostatních států mimo EU se řídí specifickými podmínkami těchto států.

## Vracení peněz z nákupů na internetu
Od roku 2010 se pojem Cashback ujal rovněž pro označení vrácení části peněz z nákupů na internetu. Tuto službu umožňují specializované Cashbackové portály, které stojí jako prostředník mezi internetovým obchodem a zákazníkem. Internetový Cashback funguje na principu affiliate marketingu. Výše vracených peněz se u každého e-shopu liší a obvykle dosahuje od 2 do 10 %. Na českém trhu jsou známé zejména čtyři velké cashbackové portály - Tipli, Refundo, Plná peněženka a Vratné peníze. Postupem času se Cashbackové portály rozvinuly na sociálně motivované portály. Část peněz z nákupů se nevrací kupujícímu, ale tato částka je věnována na dobročinné účely. V zahraničí se jedná o portály Topcashback, Quidco, Easyfundraising a Give As You live. V Česku je to Podpořit.
U vzniku affiliate marketingu stála majitelka webových stránek s kuchařskými recepty. Návštěvníci jejích stránek se jí často psali, kde mohou koupit její knihu s recepty a ona jim doporučila právě Amazon. Následně pak kontaktovala Amazon a požádala o vyplácení provizí za to, že jim posílá potenciální zákazníky. Amazon se nápadu ujal a začal roku 1996 nabízet nový typ spolupráce založený na provizi i ostatním webům.

## CashBack u platební karty
Jestliže banka podporuje službu CashBack, může její klient a majitel její platební karty vybírat peníze nejen na pobočce banky, z bankomatu, ale za určitých podmínek i při platbě kartou u obchodníka na pokladně s logem Cashback. V České republice nabízí banky a obchody tuto službu již od roku 2006.
V České republice se tato služba však netěší příliš velké popularitě. V roce 2017 klienti bank vybrali z bankomatů zhruba 666 miliard Kč, kdežto na pokladnách všech poskytovatelů služby Cashback pouze 694 miliónů Kč.
Jako nejčastější důvody toho rozdílu jsou uváděny:
- služba není známá,
- velká obliba placení platební kartou,
- minimum obchodních míst s touto službou (cca 10 tisíc),
- nevýhodné podmínky výběru (nákup alespoň za 300 Kč, výběr nejvýše do 1500 Kč).

Na začátku července 2018 však přišla změna. Nákup musel být pouze v hodnotě 1 Kč a zákazník mohl vybrat až 3000 Kč. Spodní hranice výběru byla dána pouze tím, že výběr musel být ve stokorunách.
Princip výběru:
- K výběru může zákazník použít všechny druhy karet, embosované i elektronické, kreditní i debetní, VISA i MasterCard.
- Před zaplacením nákupu musí zákazník nahlásit velikost výběru.
- Peníze zákazník obdrží spolu s účtenkou z terminálu (na účtence je jak částka výběru, tak částka nákupu a součet obou předchozích).

V České republice službu nabízí obchody značky Albert, Globus, Penny Market, COOP, Žabka, TETA nebo čerpací stanice EuroOil. Celkem je to zhruba 10 tisíc obchodních míst. Všechna tato místa se vyznačují samolepkou s logem Mastercard CashBack a Visa CashBack.
CashBack může být v mnoha případech výhodnější volbou než výběr hotovosti z bankomatu. Výhodnější je v těchto případech:
- Když má klient zdarma výběry jen z bankomatu jeho vlastní banky a ten není poblíž.
- Když má klient zdarma výběry z bankomatu jiných bank jen v omezeném množství a daný limit už překročil.
- Když klient potřebuje vybrat pomocí kreditní karty. V takovém případě je výběr z bankomatu velmi drahý, zatímco CashBack může být i zdarma.

## Jiné významy
S názvem Cashback se může zákazník setkat také u akcí na podporu prodeje některých výrobců (například elektroniky). Při koupi výrobku zákazník tomuto výrobci zašle doklad o koupi a část svých peněz dostane zpět na účet (vždy záleží na podmínkách konkrétní akce).
Termínem Chargeback se označuje služba, kterou lze žádat banku o vrácení peněz na kartu, pokud mi obchodník neposkytl zaplacenou službu a na reklamaci nereaguje.